# Пиньейру, Женару Салис
Женару Салис Пиньейру (порт.-браз. Genaro Sales Pinheiro; 4 марта 1893, Сикейра-Кампус, Парана — 14 марта 1985, Рио-де-Жанейро) — бразильский политик; сенатор в Эру Варгаса, в 1935—1937 годах.

## Биография
Женару Пиньейру родился 4 марта 1893 года в муниципалитете Сикейра-Кампус (в те годы — Colônia Mineira) в штате Парана. Одержал победу на выборах в сенат Бразилии, проходивших в 1934 году по новой (третьей) конституции: стал одним из двух сенатором от восточного штата Эспириту-Санту. Будучи избранным на восьмилетний срок в 37-й созыв бразильского сената, занимал свой пост неполные три года, с 1935 по 1937 год — поскольку в ноябре 1937 года президент Жетулиу Варгас организовал государственный переворот и основал централизованное государство Эстадо Ново (Estado Novo).
После падения режима Варгаса, в январе 1947 года Пиньейру был избран депутатом Учредительного собрания от Эспириту-Санту, войдя в список Республиканской партии (PR). На выборах в октябре 1950 года он не сумел переизбраться в новый парламент страны. Переехал в город Белен в штате Пара, где начал работать страховым инспектором в компании «Companhia Eequitativa». Скончался в Рио-де-Жанейро 14 марта 1985 года.

## Семья
- Сын: Жуан (Жоао) Батиста Пиньейру — посол Бразилии в США с 1976 по 1979 год.